# Bellusco
Bellusco is een gemeente in de Italiaanse provincie Monza e Brianza (regio Lombardije) en telt 6748 inwoners (31-12-2004). De oppervlakte bedraagt 6,5 km², de bevolkingsdichtheid is 1012 inwoners per km².

## Demografie
Bellusco telt ongeveer 2732 huishoudens. Het aantal inwoners steeg in de periode 1991-2001 met 2,7% volgens cijfers uit de tienjaarlijkse volkstellingen van ISTAT.
| Jaar | Inwoneraantal |
| ---- | ------------- |
| 1991 | 5998          |
| 2001 | 6162          |

## Geografie
Bellusco grenst aan de volgende gemeenten: Sulbiate, Mezzago, Vimercate, Busnago, Ornago, Roncello.